# Ergom Automotive
Ergom Automotive o simplemente Ergom, era un grupo empresarial italiano especializado en la producción de plásticos y composites para componentes de automoción. El comienzo de la actividad del grupo se remonta a 1972, con la creación de Ergom Plastiche Materie por Francesco Cimminelli. Su sede se encontraba en Borgaro Torinese, cerca de Turín. En 2007 fue absorbida por Magneti Marelli, filial de componentes automovilísticos del grupo industrial italiano Fiat Group.

## Historia

### Fundación
En 1972 Francesco Cimminell crea la empresa Ergom Plastiche Materie para la producción de componentes plásticos.
En la década de 1980, la compañía produce las primeras series de componentes para la industria automotriz, en forma de productos terminados o semielaborados, tales como tanques de combustible, cuadros de mando, parachoques, paneles interiores o cubre pedales entre otros.
Rápidamente y debido a su proximidad geográfica, el Grupo Fiat se convierte en su primer cliente. Ergom adquiere a este grupo la empresa Comind Sud, con sus fábricas de Nápoles y de Pomigliano d´Arco y llegan a un acuerdo para la producción de paneles de instrumentos para automóviles, parachoques y tanques de combustible. Ergom continúa su expansión con la adquisición al industrial napolitano Mario Maione de las empresas Sirio Sud, Compla Sud y Compla Sint, con sus respectivas fábricas en Melfi, Marcianise, Chivasso, Paliano, Atessa y Termini Imerese.

### Expansión
Tras estas adquisiciones, el negocio crece y permite a la compañía convertirse en un importante jugador en su mercado. El grupo cambia de denominación para convertirse en Automotive System. Continua la política expansiva y después de la compra de otras compañías, Automotive System se fusiona con Ergom Materie Plastiche. para formar un nuevo grupo, Ergom Automotive o simplemente Grupo Ergom. Este nuevo paso supondrá un fuerte crecimiento en los mercados extranjeros debido a la presencia de las diferentes fábricas del grupo Fiat en el mundo. Ergom se convierte en líder mundial en su especialidad, con operaciones en Argentina, Brasil, Polonia, Turquía, Francia y la India.
Ergom comprende importantes sociedades como por ejemplo Ergom Soffiaggio en Leno o Sistema Compositi, así como la compañía aérea Air Vallee. Cuenta con 25 fábricas en todo el mundo, 12 de ellas en Italia; y 4 centros de investigación y desarrollo.

### La crisis
Después del crecimiento exponencial experimentado por el grupo durante la última década del siglo XX, comienzan las dificultades financieras. En primer lugar el grupo debe responder a la rápida disminución de la demanda de Fiat Auto, su principal cliente que había perdido su libertad de acción debido a su alianza con General Motors. Además, la familia Cimminelli asiste a la quiebra de su equipo de fútbol, el Torino Football Club, adquirido en 2000. Esto le impedirá cualquier inyección de capital adicional en Ergom.
Además, en 2007 los sindicatos de las fábricas del área de Nápoles, donde se concentra el mayor número de empleados del grupo en Italia, comienzan una huelga que dura varios días, bloqueando completamente toda la producción y generando la interrupción del montaje de automóviles de sus clientes, incluyendo los de Fiat Auto, especialmente en sus fábricas Fiat Pomigliano d´Arco afectando a algunos modelos de Alfa Romeo, y Fiat Termini Imerese afectando a las cadenas de montaje del Lancia Ypsilon.

### Integración en Magneti Marelli
Debido a las consecuencias del conflicto, el grupo Ergom se ve obligado a indemnizar a sus clientes. Cimminelli, presidente de Ergom, presenta su dimisión en agosto de 2007 por la compleja situación financiera. Sergio Marchionne, consejero delegado de Fiat Group (principal cliente de Ergom), propone la completa adquisición del grupo. La cantidad de la transacción fue simbólica, un euro.
Fiat Group a través de Magneti Marelli, su filial de componentes para automoción, se compromete a aumentar la inversión en la compañía, para reforzar su situación e impulsar su competitividad abriéndole nuevas oportunidades de mercado con otros fabricantes (Fiat Group Automobiles representa en 2007 el 65-70% de su actividad). La compra queda sujeta a la aprobación de las autoridades de competencia italianas y europeas, que no llegan a formular ninguna objeción sobre la misma.
El 6 de diciembre de 2007, el grupo Fiat anuncia oficialmente la adquisición de Ergom y su integración en su filial de componentes Magneti Marelli. Las plantas de producción de Marcianise y Nápoles son trasladadas directamente a la cercana fábrica de Fiat Pomigliano d´Arco, a una nueva planta que entró en funcionamiento en marzo de 2008.